# Liu Jue
Liu Jue ou Lieou Kiue ou Liu Chüeh, surnommé Tingmei (nom de pinceau : Wanan), né en 1410 et mort en 1472, est un peintre chinois du XVe siècle, originaire de Suzhou (province du Jiangsu).

## Peintres professionnels, peintreslettrés
Au début de la dynastie Ming, deux styles s'opposent à la cour : celui des professionnels et celui des lettrés. Les professionnels, spécialistes de la peinture, se réclament des traditions académiques héritées des Song du Sud. Les amateurs, eux, occupent généralement des fonctions de calligraphes.

Au XVe siècle, des peintres comme Liu Jue et  Yao Shou (1423-1495) sont calligraphes et Poètes. Ils ne font pas métier de leur pinceau, ils peignent uniquement pour le plaisir de s'exprimer en s'inspirant des Yuan.

## L'École de Wu
L'École de Wu tire son nom de l'ancienne appellation de Suzhou, ville du delta du fleuve Bleu. La ville subit d'immenses bouleversements à la chute des Yuan. Après la guerre, les représailles exercées par le pouvoir entraînent une longue dépression économique, et les lettrés souffrent de persécutions politiques. Les conditions ne commencent à s'améliorer qu'au milieu du règne des Ming, et un nombre croissant de candidats sont autorisés à se présenter aux examens de la fonction publique. Les premiers peintres qui émergent à l'époque de cette ouverture sont Xie Jin (v. 1560), Liu Jue, Du Qionq (1396-1474) et Zhao Tonglu (1423-1503). Ils transmettent à Shen Zhou et Wen Zhengming la tradition des lettrés des Yuan et fondent ainsi l'École de Wu.

## Biographie
Poète, calligraphe et peintre, Liu Jue est d'abord fonctionnaire, secrétaire du Bureau de la Justice. Retiré à l'âge de cinquante ans, il s'installe dans une maison de campagne où il aménage un jardin resté fameux à Suzhou. Dans cette ville, il fréquente le milieu lettré autour du peintre Shen Zhou. Il connaît bien les maîtres Yuan et les copie avec bonheur, tout en travaillant aussi dans un style plus personnel, qui, par moments, annonce les individualistes du XVIIe siècle.

## Influence mutuelle
L'amitié qui lie Liu Jue et Shen Zhou joue un rôle important dans le développement stylistique des deux peintres et explique que leurs modes d'expression se rapprochent d'année en année, au point qu'il existe un parallélisme certain entre l'œuvre des dernières années de Liu Jue, et de la maturité de Shen dans leurs recherches de lumière, de texture, de spontanéité.

## Rapport d'amitié
La peinture que conserve le National Palace Museum de Taipei, Le pavillon Quingbai ou Le studio du peintre, est une preuve de cette amitié. Ce pavillon est le lieu de réunion des poètes et des artistes de Suzhou et le rouleau est peint par Liu Jue en souvenir, en 1458, d'une rencontre entre amis, dont le grand-père et le père de Shen Zhou, chacun d'entre eux contribuant à l'inscription qui accompagne l'œuvre.

## Témoignage
Quatorze ans plus tard, en 1474, Shen Zhou revoit cette peinture et y écrit un poème à la mémoire de l'ami disparu. Chaque détail de l'œuvre est rendu avec infiniment de délicatesse, depuis les arbres jusqu'au treillis du grillage, dans un cadre d'une impressionnante grandeur.

## Musées
- Paris Mus. Guimet:
  - Paysage de montagne ou Retraite dans la montagne, encre sur papier, rouleau en hauteur, signé Wanan, poème du peintre et inscription de Shen Zhou.
- Pékin (Mus. du Palais):
  - Sommets de montagnes, dans le style de Juran.
- Taipei (Nat. Palace Mus.):
  - Le pavillon Qingbai ou Le studio du peintre, colophon daté 1458, poème de  Shen Zhou daté 1474, signé.